# گئورگی فلروف
 گئورگی فلِروف (روسی: Гео́ргий Никола́евич Флёров؛ IPA: [gʲɪˈorgʲɪj nʲɪkɐˈlajɪvʲɪtɕ ˈflʲɵrəf]؛ زاده ۲ مارس ۱۹۱۳ درگذشته ۱۹ نوامبر ۱۹۹۰) یک فیزیکدان هسته‌ای اهل روسیه بود.
او در سال ۱۹۴۰ میلادی به همراه کنستانتین پترزاخ توانست برای نخستین بار فرایند واپاشی هسته‌ای شکافت خود به خود را مشاهده نماید.